# Будилів (гміна)
Гміна Будилів — давня сільська Гміна у Бережанському повіті Тернопільського воєводства Другої Речі Посполитої. Адміністративним центром ґміни був Будилів.
Гміна утворена 1 серпня 1934 року в рамках реформи на підставі нового закону про самоуправління (23 березня 1933 року).
Площа гміни — 103,92 км².
Кількість житлових будинків — 1750.
Кількість мешканців — 8715
Гміну створено на основі давніших гмін: Будилів, Якубівці, Каплиці (1950 року приєдано до Медової), Медова, Олесине, Плотича, Таурів, Вимислівка.